# Маргарет Флој Вошберн
 Маргарет Флој Вошберн  (енгл. Margaret Floy Washburn); Њујорк, 25. јул 1871 — Покипси, Њујорк, САД, 29. октобар 1939), била је водећи амерички психолог са почетка 20. века, најпознатија по свом експерименталном раду у понашању животиња и развоју теорије о вези свести и моторне активности. Била је прва жена којој је додељен докторат психологије 1894. године, друга жена после Мери Витон Калкинс (енгл. Mary Whiton Calkins), која је била председница Америчког удружења психолога (енгл. American Psychological Association, APA), 1921. године и прва жена изабрана у Друштво експерименталних психолога (енгл. The Society of Experimental Psychologists). Анкета у часопису Преглед опште психологије (енгл. Review of General Psychology), објављена 2002. године, рангирала је Маргарет Вошберн као 88. најцитиранијег психолога 20. века.

## Биографија
Рођена 25. јула 1871. у Њујорку, као једино дете Франсиса Вошберна (енгл. Francis Washburn), епископског свештеник, и мајке Елизабет Флој Дејвис (енгл. Elizabeth Floy Davis), која је потицала из просперитетне њујоршке породице (њени преци су били холандског и енглеског порекла који су се доселили у Америку пре 1720. године). Маргарет је као једино дете проводила много времена са одраслима или читајући. Научила је да чита много пре него што је кренула у школу па је брзо напредовала када је пошла у школу са 7 година. У школи је учила француски и немачки језик. Када је имала једанаест година, први пут је уписала државну школу. Завршила је средњу школу 1886. са петнаест година, а те јесени је као студент припремне године факултета, морала да упише Васар колеџ Покипси, Њујорк (енгл. Vassar College, Poughkeepsie, New York). Овај припремни статус био је неопходан због њеног недостатка у знања латинског и француског језика. Током школовања у Васару, Вошберн је развила снажно интересовање за филозофију кроз читање поезију и других књижевних дела а први пут се упознала и са пољем психологије. Након што је дипломирала на Васару 1891. године, одлучила је да студира код професора Џејмса Мекин Кетела (енгл. James McKeen Cattell) у новооснованој психолошкој лабораторији на Универзитету Колумбија (енгл. Columbia University in the City of New York). Како Универзитет Колумбија још није примао жене на постдипломске студије, примљена је само као „студент слушалац”. Упркос предрасудама које су владале према женама у то време, које су се школовале, Кетел је њу третирао као све друге студенте и постао њен први ментор. Похађала је његова предавања и радила у лабораторији са мушкарцима. На крају њене прве године на Колумбији, Кетел  је охрабрио Маргарет да уђе у новоорганизовану Школу мудраца филозофије (енгл. Sage School of Philosophy) на Универзитету Корнел (енгл. Cornell University) како би стекла докторат јер то није било могуће на Колумбији због њеног статуса „студент слушалац”. Примљена је на Универзитет Корнел 1891. године уз додељену стипендију. На Корнелу је студирала код Едварда Бредфорда Тиченера (енгл. Edward Bradford Titchener), као његов први и једини постдипломца у то време. Њена специјалност била је психологија. Као дипломирани студент, спровела је експериментално истраживање метода еквиваленција у тактилној перцепцији, како је предложио Тиченер. После два семестра студија и експеримената, она је магистрирала у пролеће 1893. године. Током свог рада на методи еквивалената, Вошберн је истовремено развила и тему за докторски рад, о утицају визуелне перцепције на просуђивање удаљености и правца. У јуну 1894. одржала је своје усмено излагање и постала прва жена која је докторирала психологију (пошто је Мери Калкинс раније била ускраћена за докторат јер је била жена), а такође је примљена у новоосновано Америчко удружење психолога. Никад се није удавала, уместо тога је одлучила да се посвети својој каријери и бризи о родитељима. У једном тренутку, њени студенти су јој поклонили велику суму новца, у знак захвалности за њен рад,  у жељи да новац користи за себе и своје слободно време али је она сав новац уложила у фонд за стипендије за студенте на одсеку за психологију. Услед последица можданог удара 1937. године пензионисана је као професор емеритус психологије. Никада се није у потпуности опоравила и умрла је у свом дому у Покипсију, у Њујорку 29. октобра 1939. године.

## Каријера
Након што је дипломирала 1894. године, Маргарет Вошберн је понуђена катедра за психологију, филозофију и етику на Велс колеџу (енгл. Wells College) у Аурори, Њујорк (енгл. Aurora, Cayuga County, New York). Прихватила је понуду и  тамо је провела наредних шест година, при чему је наставила да ради у лабораторијама Корнела. У пролеће 1900. Вошберн је предложено место управника на Саге колеџу (енгл. Sage College) Универзитета Корнел, где је радила следеће две године. Затим јој је понуђено место доцента психологије на Универзитету Синсинатија (енгл. University of Cincinnati) у Синсинатију (енгл. Cincinnati), Охајо (енгл. Ohio), где је била једина жена на факултету. Тамо је остала само једну школску годину. У пролеће 1903. вратила се на Васар колеџ као ванредни професор филозофије, где је остала до краја живота. Одмах по доласку, постављена је за шефа новооснованог одељења за психологију. Између 1905. и 1938. године објавила је 68 студија из Васар додипломске лабораторије (енгл. Vassar Undergraduate Laboratory). Ове студије су биле највећа серија студија са било ког америчког универзитета у то време. Поред свог експерименталног рада, пратила је француске и немачке експерименте виших менталних процеса. Она је представила своју комплетну „моторичку теорију” (енгл. motor theory) у свом раду Покрет и менталне слике (енгл. Movement and Mental Imagery) 1916. године. Током 1920-их наставила је да прикупља експерименталне податке из целог света како би поткрепила своје аргументе. Остала је чврста у својим бихевиористичким начелима, али је преузимала и идеје из свих главних школа мишљења у психологији тог времена: бихевиоризма, структурализма, функционализма и гешталт психологије, при том одбацивши спекулативне теорије психодинамике. Она је искористила своје експерименталне студије понашања и спознаје животиња објављене у њеној књизи Животињски ум (енгл. The Animal Mind), 1908. године, како би представи своју идеју да су ментални (не само бихевиорални) догађаји легитимна и важна психолошка подручја за проучавање. Ово је, наравно, било против тадашње устаљене доктрине академске психологије, да ментално није видљиво и стога није прикладно за озбиљна научна истраживања. Бавила се и превођењем па је тако превела књигу Етички системи (енгл. Ethical Systems) Вилхелма Вундта на енглески. Вошберн је била водећа личност психологије у Сједињеним Државама у првим деценијама 20. века, значајно доприневши развоју психологије као науке и научне професије.

## Почасти и награде
Маргарет Флој Вошберн је била прва жена којој је додељен докторат психологије 1894. године и прва жена изабрана у Друштво експерименталних психолога. Била је рангиран међу 50 најбољих психолога у САД 1903. године. Изабрана је за председника Америчког психолошког удружења 1921. године и изабран у Националну академију наука (енгл. National Academy of Science, APA) 1931. године. У часопису Преглед опште психологије, објављеном 2002. године, рангирана је као 88. најцитиранији психолог 20. века.

## Изабрана дела
- 1908: Margaret Floy Washburn, The animal mind, a text-book of comparative psychology, The Macmillan company, New York.
- 1916: Margaret Floy Washburn, In Movement and Mental Imagery, Outlines of a Motor Theory of the Complexer Mental Processes, Boston, Houghton, xi-xv.